# Альварес, Фавио
Фавио Энрике Альварес (исп. Favio Enrique Álvarez; род. 23 января 1993, Кордова) — аргентинский футболист, полузащитник клуба «УНАМ Пумас», выступающий на правах аренды за «Тальерес» (Кордова).

## Клубная карьера
Альварес начал профессиональную карьеру в клубе «Тальерес». В 2010 году он дебютировал за основной состав. В начале 2015 года Альварес перешёл в «Дефенса и Хустисия». 14 февраля в матче против «Химнасии Ла-Плата» он дебютировал в аргентинской Примере. 12 мая в поединке против «Колона» Фавио забил свой первый гол за «Дефенса и Хустисия». 
В начале 2016 года Альварес перешёл в «Атлетико Сармьенто». 9 февраля в матче против «Велес Сарсфилд» он дебютировал за новую команду. 
Летом того же года Альварес присоединился к «Атлетико Тукуман». 20 декабря в матче против «Тигре» он дебютировал за новый клуб. 13 марта 2017 года в поединке против своего бывшего клуба «Атлетико Сармьенто» Фавио забил свой первый гол за «Атлетико Тукуман». Летом 2019 года Альварес на правах аренды перешёл в американский «Лос-Анджелес Гэлакси». 20 мая в матче против «Колорадо Рэпидз» он дебютировал в MLS. 30 мая в поединке против «Спортинг Канзас-Сити» Фавио забил свой первый гол за «Лос-Анджелес Гэлакси».
В начале 2020 года Альварес был арендован мексиканским УНАМ Пумас. 12 января в матче против «Пачуки» он дебютировал в мексиканской Примере. 17 января в поединке против «Хуареса» Фавио забил свой первый гол за УНАМ Пумас. По окончании клуб выкупил трансфер игрока. 